# IP-telefonie

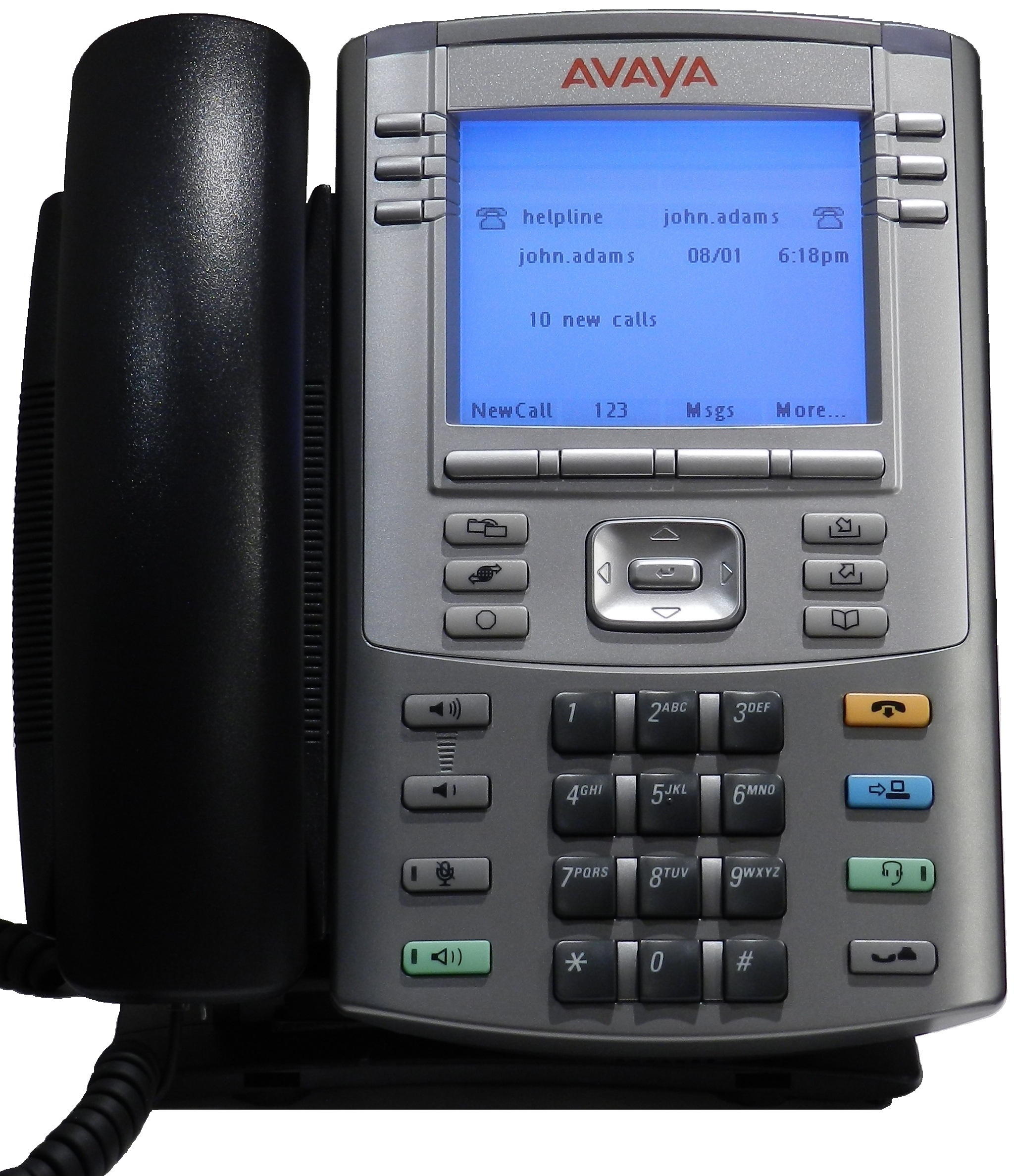
1140E VoIP Phone

Bij IP-telefonie, Voice over IP of VoIP wordt een IP-netwerk gebruikt om spraak en signalering voor het opzetten van de spraakverbindingen te transporteren. Een IP-netwerk gebruikt het internetprotocol om gegevenspakketjes te transporteren. Voorbeelden van IP-netwerken zijn het internet (onder andere gebruikt door telefoniediensten als Skype), een privaat bedrijfsnetwerk (met een IP-PABX, een bedrijfstelefooncentrale, gebaseerd op IP-technologie) of een publiek (vast of mobiel) VoIP-netwerk van een telecomoperator.
IP-telefonie maakt het mogelijk om een gemeenschappelijk netwerk te gebruiken voor spraak en data. Dit idee was eigenlijk al gerealiseerd met digitale (ISDN) telefonie. Digitale telefonie vereist specifieke apparatuur die vrij duur is, omdat ze alleen toepasbaar is in de telefoniewereld. IP-telefonie daarentegen kan draaien op om het even welk data-apparaat (pc, tablet, smartphone enz.) waardoor het beduidend goedkoper is.
IP-telefonie vereist een IP-netwerk tot aan het eindapparaat. Binnen een bedrijf wordt hiervoor een LAN aangelegd binnen in het bedrijfsgebouw, eventueel aangevuld met een WAN tussen de bedrijfsgebouwen. Toegang tot een publiek IP-netwerk gebeurt via een xDSL-lijn over een koperpaar, een optische vezelverbinding of een 4G mobiel netwerk. Binnenshuis kunnen de toestellen aangesloten zijn via een WAN of een WiFi-netwerk.
Het opzetten van een VoIP-verbinding vereist een signaleringsprotocol tussen de toestellen van beller en gebelde, en de eventuele tussenliggende schakelknopen. Het gebruikte protocol is Session Initiation Protocol (SIP), dat aanvankelijk ontwikkeld werd voor het opzetten van andere communicatievormen, zoals e-mail en het world wide web.

## Geschiedenis
Al sinds het begin van het eerste computernetwerk is er sprake van IP-telefonie. Tegen 1973 waren de eerste stempakketjes verzonden. De technologie om dit te doen was beschikbaar voor de gebruikers vanaf 1980. In 1996 kwam een programma 'Vocaltec Internet Phone Release 4' op de markt samen met andere mogelijkheden, zoals voicemail en caller-id. Maar het was nog niet perfect, omdat het programma niet kon bellen naar de oudere telefoonlijnen maar alleen naar dezelfde Vocaltec-gebruikers. In 1998 werd deze technologie wel ontwikkeld, waardoor bellen naar iedereen mogelijk werd. In Nederland was KPN Research de eerste partij die actief werd met VoIP-telefonie. In 2004 bracht KPN het project onder bij gnTel (Groningen Telecom) en TNO-bedrijven.

## Voordelen

### Nomadisme
Bij IP-telefonie is er (meestal) geen vast verband meer tussen de toegangslijn en het telefoonnummer. Vooraleer een IP-toestel oproepen kan maken of ontvangen, moet het zich eerst registreren bij het netwerk met een gebruikersnaam en een wachtwoord. Na een geslaagde registratie is het IP-adres van het telefoontoestel dan gekoppeld aan het telefoonnummer en kunnen oproepen gemaakt en ontvangen worden. Wanneer deze registratie dan hernomen wordt vanop een andere locatie, dus met een ander IP-adres, dan is het telefoonnummer aan dit nieuwe IP-adres gekoppeld en worden de telefoonoproepen van en naar de nieuwe locatie uitgevoerd. Zo kan hetzelfde telefoonnummer bijvoorbeeld tijdens de week thuis gebruikt worden en tijdens het weekend op het buitenverblijf. Deze ontkoppeling tussen toegangslijn en telefoonnummer wordt 'nomadisme' genoemd.
Nomadisme stelt problemen met het correct afwikkelen van noodoproepen en wordt daarom door de meeste publieke telefoonaanbieders geblokkeerd. Dat is ook de reden waarom internettelefonieaanbieders (zoals Skype) uitdrukkelijk geen noodoproepen toelaten. Om noodoproepen correct af te wikkelen, moet ofwel het IP-adres locatie-specifiek zijn, of moet de IP-telefoon op één of andere manier zijn actuele locatie naar het publieke netwerk meegeven.
De grotere bedrijfstelefoniecentrales hebben meestal een vaste breedbandverbinding met het netwerk van de telefonieaanbieder en moeten niet registreren. Het spreekt vanzelf dat dergelijke grootgebruikers geen nood hebben aan (publiek) nomadisme. Binnen het bedrijf kan er wél sprake zijn van nomadisme. Dit maakt het mogelijk dat een werknemer op verscheidene sites van het bedrijf kan werken (eventueel zelfs thuis) en overal zijn bedrijfsnummer meeneemt. Dit stelt opnieuw problemen bij het afhandelen van noodoproepen, waarvoor de telefonieaanbieders specifieke oplossingen aanbieden.

### Kwaliteit
De gesprekskwaliteit van analoge telefonie is beperkt door de audiobandbreedte (300-3400 Hz), verzwakking en ruis. Bij digitale telefonie is er geen verzwakking meer, de ruis is beperkt tot kwantiseringsruis, maar de audiobandbreedte is nog steeds beperkt tot 300-3400 Hz, door het gebruik van de PCM-codec (met een lijnbandbreedte van 64 kbps). IP-telefonie is gelijkaardig aan digitale telefonie voor wat betreft ruis en verzwakking, maar laat alternatieve codecs toe die minder lijnbandbreedte gebruiken en toch, door compressie technieken, een grotere audiobandbreedte (bijvoorbeeld tot 8000 Hz) toelaten. Een nadeel van IP-telefonie is dat het de beschikbare bandbreedte van het IP-netwerk moet delen met andere (data) gebruikers, waardoor de doorloop van de opeenvolgende audiopakketjes niet constant is of dat er zelfs pakketjes verloren gaan. De variabele transmissietijd wordt jitter genoemd en kan geneutraliseerd worden door de inkomende pakketjes eventjes in een jitterbuffer op te slaan, van waaruit ze dan aan een vast tempo aan het IP-toestel aangeboden worden. Nadeel hiervan is dat het audiosignaal vertraagd is. Dit is meestal geen probleem zolang de vertraging beneden 150 ms blijft. 
De PCM-codec genereert steeds audiopakketjes, ook als er geen audio-ingangssignaal is, waardoor er steeds een minimale ruis hoorbaar is. Codecs met compressie genereren vaak geen pakketjes als er geen audio-ingangssignaal is, waardoor de lijn soms als 'dood' wordt ervaren bij stilte aan de andere kant. Om dit te vermijden kan de codec een kunstmatige ruis toevoegen.
IP-telefonie maakt gebruik van packet-switching, in tegenstelling tot analoge en digitale telefonie, die gebaseerd zijn op circuit-switching. Het gedrag bij overbelasting van het netwerk is verschillend. Als er bij circuit-switching geen vrij circuit meer kan gevonden worden, krijgt de beller de overbelastingstoon, maar is er geen impact op de reeds actieve verbindingen. Als er bij packet-switching een lijn met onvoldoende bandbreedte is om de pakketten van alle verbindingen op tijd door te sturen, gaan er op willekeurige wijze pakketten verloren en ondervinden alle gesprekken over deze lijn kwaliteitsverlies. 

### Bekabeling
Kantooromgevingen kunnen volstaan met minder bekabeling doordat de computer en de telefoon op één poort aangesloten kunnen worden. De telefoon heeft een netwerkpoort nodig om de computer aan te sluiten, of er moet een aparte ethernetswitch gebruikt worden. De meeste VoIP-toestellen hebben een ingebouwde 1-poorts ethernetswitch die tevens het spraak- en dataverkeer via verschillende VLAN's verstuurt. De snelheid is vaak beperkt. Gigabit Ethernet heeft nog niet tot nauwelijks zijn intrede gedaan bij adapters (ATA's) en IP-telefoons. Gemiddeld wordt er niet meer snelheid geboden dan 100 Mbit/s, waarbij enkele apparaten zelfs niet verder gaan dan 10 Mbit/s. Deze laatste zijn vaak bedoeld voor de thuisomgeving, waar de snelheid naar het internet sowieso beperkingen heeft – en die lagere snelheid geen enkel probleem vormt. Sinds 2009 is er een aantal merken te vinden op de markt die toestellen met een gigabitverbinding (1000 Mbit/s) aanbieden.
Meestal wordt de stroomvoorziening van een VoIP-toestel geleverd door de switch waarop deze is aangesloten via Power over Ethernet ofwel PoE. Dit bespaart op de werkplek een adapter en bijbehorende voedingskabel. Standaard PoE-switches kunnen minimaal 15 watt per aansluiting leveren, maar er zijn switches die tot 60 watt kunnen leveren ten behoeve van bijvoorbeeld tablets of video-vergadertelefoons of krachtige WiFi-Access Points.
Om het geheel compleet te maken zou de switch moeten gevoed worden door een Uninterruptible Power Supply (UPS) die stroom kan blijven leveren, zelfs als de reguliere stroomvoorziening uitgevallen is.

### Dienstenintegratie
Integratie van verschillende diensten kan met Voice over IP makkelijker worden, bijvoorbeeld bij het gezamenlijk aan een document werken tijdens een gesprek of videoconferentie. Belangrijker drijfveren zullen onder andere CTI zijn – denk aan koppelingen met databases – en gedeelde adresboeken en/of telefoonboeken. De extra mogelijkheden en flexibiliteit die VoIP biedt kunnen belangrijker zijn dan de mogelijke kostenbesparing die haalbaar is.

### Kostenbesparing
Bedrijven met meerdere vestigingen kunnen met IP-telefonie optimaal gebruikmaken van vaste verbindingen tussen locaties door dezelfde bandbreedte voor voiceverkeer en dataverkeer te gebruiken. Dat levert een kostenvoordeel op. 
Doordat bestaande dataverbindingen gebruikt kunnen worden, is de prijs meestal lager dan via een klassieke telefoonverbinding. Dit is interessant voor internationale gesprekken of voor gesprekken tussen verschillende vestigingen van een bedrijf.

### Bereikbaarheid
De achilleshiel van de klassieke telefonie is de lijn tussen de bedrijfscentrale en de wijkcentrale. Bij uitval van een aansluiting kan alles weg zijn. Met de toepassing van VoIP wordt gebruikgemaakt van standaardnetwerkprotocollen die zich als normaal dataverkeer laten behandelen. Zo is het mogelijk om binnenshuis een telefonieverbinding op te zetten met een smartphone via WiFi en de xDSL-toegang en deze buitenshuis verder te zetten via het 4G-netwerk.

## Nadelen

### Storingsgevoeligheid
De klassieke datanetwerken zijn van oudsher niet ontworpen met spraaktransport als doel. Het transport van spraak stelt strenge eisen aan het netwerk ten aanzien van onder meer de vertraging die de spraak ondervindt en het verstoren van de verbinding. Vooral de vertraging kan een hinderlijke factor zijn als het om een 'vloeiend verlopend gesprek' gaat.
Met het analoge telefoonnetwerk kon een onweersbui onderweg de verbinding verstoren. Met het gebruik van ISDN en modernere netwerktechnieken zoals glasvezel, werd onder andere deze invloed buitengesloten. Datanetwerken hebben traditioneel als belangrijkste eigenschap het betrouwbaar en relatief snel transporteren van gegevens van zender naar ontvanger. Enige variatie in de tijd die het kost om informatie te versturen is minder belangrijk. Als er een pakketje data verloren gaat, wordt het opnieuw verstuurd. Dit is tegenstrijdig met de eisen die aan een spraaknetwerk gesteld worden – er is immers geen tijd om het opnieuw te versturen, dus het verlies aan pakketjes kan slechts erg beperkt zijn.
Met IP-telefonie worden er pakketjes met data verstuurd van de zender naar de ontvanger en terug, waarbij de vertraging en betrouwbaarheid van het hoogste belang zijn. De vertraging die pakketjes ondervinden (jitter) en de betrouwbaarheid ervan (de hoeveelheid pakketjes die in het netwerk verloren gaan) bepalen dus de beleving van de gesprekskwaliteit van de gebruikers. De drukte op het netwerk kan een negatieve invloed hebben op VoIP-verkeer. De gebruiker kan dit merken in de gesprekskwaliteit. Om hieraan tegemoet te komen worden mechanismen aan datanetwerken toegevoegd die quality of service (QoS) mogelijk maken. Hierdoor wordt voorrang gegeven aan spraakverkeer ten opzichte van dataverkeer.
Het op internet gebruikte IP-protocol heeft bij het ontwerp een mechanisme meegekregen dat het mogelijk maakt om onderscheid te maken in de diverse soorten informatie die over een verbinding getransporteerd worden. Het kunnen toepassen van QoS ligt al jaren besloten in het protocol zelf. Deze mogelijkheid kan benut worden door een leverancier van een internetaansluiting, het is alleen (nog) geen gemeengoed. Bijvoorbeeld koppelingen (peering) tussen netwerken van providers maken vaak nog geen gebruik van deze mogelijkheid, ook omdat het behandelen van dataverkeer op deze manier extra krachtige (en kostbare) apparatuur vereist.
De huidige ADSL- en kabelmodems en routers hebben deze QoS-functie steeds vaker standaard ingebouwd, zodat bij de verbinding naar het internet invloed kan worden uitgeoefend op de behandeling van het verkeer, zodat bijvoorbeeld de download van een bestand op de pc niet de kwaliteit van het telefoongesprek aantast. De exacte uitvoering hiervan verschilt van fabrikant naar fabrikant, het doel is steeds hetzelfde: zo goed mogelijk VoIP-verkeer over de verbinding te krijgen.

### Stroomvoorziening
Telefoontoestellen die VoIP gebruiken, hebben vaak een eigen stroomvoorziening nodig (adapter). Traditionele analoge toestellen hebben deze niet nodig, omdat het telefoonsignaal en de stroom over de telefoonlijn geleverd worden. Dit maakt VoIP-toestellen minder geschikt voor alarmlijnen. De meeste VoIP-hardware is inmiddels geschikt voor Power over Ethernet (PoE). Hierbij wordt de netwerkkabel gebruikt als stroomvoorziening. De netwerkapparatuur dient in een dergelijk geval tevens PoE te ondersteunen, wat van invloed is op de prijs.

## Toepassing

### Consumenten
VoIP wordt voor consumenten in twee varianten toegepast, die over het algemeen worden aangeduid als digitale telefonie en internettelefonie. In tegenstelling tot digitale telefonie, maakt internettelefonie gebruik van het internet.
De verwachting is dat digitale telefonie en internettelefonie de bestaande PSTN-aansluitingen van consumenten voor telefonie grotendeels zullen gaan vervangen.

#### Digitale telefonie
Aanvankelijk was telefonie analoog. Dat betekent dat het signaal, opgepikt door de microfoon van de spreker, door het netwerk wordt gestuurd naar de luidspreker van de luisteraar, zonder enige omvorming. Analoge signalen zijn onderhevig aan verzwakking, ruis en overspraak op hun weg van spreker naar luisteraar. De verzwakking kan gecompenseerd worden met lijnversterkers, maar daarmee neemt de signaal-ruisverhouding wel toe. Een bijkomend probleem is dat deze verzwakking functie is van de frequentie van het signaal: de hogere tonen worden meer verzwakt. Analoge telefonie is circuit-geschakeld: er wordt een circuit opgezet tussen beller en opgeroepene, waarover de gesprekssignalen gestuurd worden. Dit circuit is permanent beschikbaar tijdens het gesprek, ook als niemand spreekt.
Bij digitale telefonie wordt het signaal van de microfoon 8000 keer per seconde gemeten en deze meetwaarden (monsters of samples genoemd) worden (in de vorm van een 8-bitgetal -128, ..., 127) overgestuurd. Juist voor de luidspreker van de luisteraar wordt hiermee het analoge signaal gereconstrueerd. Het voordeel van deze techniek is dat verzwakking geen rol meer speelt (zolang de meetwaarden correct ontvangen worden). Met 8000 monsters per seconde kan men een signaal tot ongeveer 3400 Hz reconstrueren. Deze techniek werd omstreeks 1990 toegepast onder de benaming ISDN (Integrated Digital Services Netwerk). ISDN is nog steeds circuit-geschakeld: het circuit is niet meer analoog maar een digitaal, met een debiet van 64.000 bps (namelijk 8000 monsters van 8 bit).
VoIP is een andere vorm van digitale telefonie, die pakket-geschakeld is. Hierbij wordt een aantal 8-bitmonsters in een pakket samengevoegd en dit pakket moet zijn weg vinden over een IP-netwerk tussen spreker en luisteraar. Daartoe bevat elk pakket een hoofding waarin (onder meer) het adres van zender en van ontvanger staat. Normaal wordt om de 20 ms een pakket verstuurd (de packetisation time). Aangezien er 8000 monsters per seconde worden gegenereerd, bevat ieder pakket dan 160 monsters (of bytes). Als de packetisation time groter gekozen wordt (bv. 40 ms) neemt de vertraging toe, maar wordt het transport efficiënter, omdat er slechts één hoofding voor een groter aantal samples nodig is (bv. 320 samples). Het voordeel van VoIP-telefonie is dat hiervoor geen apart netwerk hoeft te worden gebouwd. Er kan gewoon gebruikgemaakt worden van het bestaande (publiek of bedrijfs-)IP-netwerk voor gegevensoverdracht.

#### Internettelefonie voor vast en mobiel
Internettelefonie staat voor telefonie via het openbare internet. Het is namelijk ook mogelijk een telefoonabonnement af te sluiten bij een andere aanbieder dan de eigen internetprovider. Het spraakverkeer blijft dan alleen niet binnen het netwerk van de eigen internetprovider, maar gaat over het internet om de telefooncentrale te bereiken. Hierdoor kan er geen kwaliteitsgarantie worden gegeven. In een aantal gevallen kan er van dezelfde ADSL-modem gebruikgemaakt worden als door de internetprovider is geleverd. In de situatie met kabelmodems gaat dit niet. Dan wordt er gebruikgemaakt van additionele hardware (bijvoorbeeld een router met VoIP-aansluiting, ATA, IP-telefoon) of een softwarematige telefoon op de computer in combinatie met een geluidskaart, koptelefoon en microfoon. Bekende VoIP-providers met softwarematige telefoons (softphones) zijn Windows Live Messenger, Google Hangouts, Skype, Viber en VoipBuster. Bekende softphoneprogramma's zijn X-Lite en SJphone, die simpelweg een softwarematige SIP-telefoon bieden die in beginsel met de dienst van iedere VoIP-provider kunnen werken.
VoIP kan ook op smartphones worden gebruikt, afhankelijk van het type en de telecomprovider, in de vorm van VoIP via de mobiele telefoon.
Als men een willekeurige telefoon wil kunnen bereiken, niet alleen maar een waarop een speciaal programma actief is waarmee men een rechtstreekse peer-to-peer-verbinding kan maken, kan men tegen een vergoeding een VoIP-provider de verbinding laten maken tussen internet en de op te roepen telefoon. De vergoeding is vaak alleen afhankelijk van het land van bestemming en de vraag of het gaat om bellen naar een vast of een mobiel nummer. Het land waar men vandaan belt maakt dus niet uit.
Samen met de internetkosten betaalt men in totaal soms minder dan bij gewoon bellen. Dit kan bijvoorbeeld het geval zijn bij een abonnement met onbeperkt internet in Nederland in het geval van bellen vanuit Nederland naar het buitenland, of bij gebruik van gratis wifi in het geval van internationaal bellen van en naar Nederland; in deze gevallen zijn de enige variabele kosten de vergoeding voor de VoIP-provider. Ook bij bellen binnen Nederland kan deze al lager zijn dan de normale belkosten. Met een Nederlandse simkaart mobiel internetten in het buitenland is vaak duur, dus daarmee (in plaats van met wifi) via VoIP bellen zal vaak niet voordelig zijn. Zie ook bellen via mobiel internet.

##### Internetbellen
Speciale internetbellen-telefoonnummers die eigenlijk een soort e-mailadres zijn, werken wel bij internettelefonie en niet bij digitale telefonie. Een voorbeeld van zo'n internetbellen-telefoonnummer is: "3112345@sipphone.com" of "kjansen@sipphone.com". De centrale van een dergelijke aanbieder staat dan niet gekoppeld aan het normale telefoonnetwerk en er hoeft geen relatie te zijn met de land/stad-codes zoals die in het openbare telefonienetwerk gebruikt worden. Dat kan bijvoorbeeld een systeem zijn dat werkt onder Asterisk. Een voorbeeld van een dienst die aangeboden wordt is Free World Dialup (sedert augustus 2008 niet meer gratis), een initiatief om IP-telefonie beschikbaar te maken om de bruikbaarheid in de praktijk te toetsen. Oorspronkelijk was het alleen mogelijk om tussen abonnees van die dienst te bellen. Inmiddels zijn er ook koppelingen met andere providers, via peering, waardoor de mogelijkheid om te bellen tegen alleen de internetkosten uitgebreid is. Het bellen naar dit soort nummers is helemaal gratis, doordat het telefoonverkeer volledig via internet getransporteerd wordt en de provider niet hoeft te factureren omdat hij alleen verantwoordelijk is voor het transport van de data pakketten. Er is namelijk nog steeds een telefooncentrale als intermediair, die zorgt voor het maken/verbreken van de verbinding. Helemaal zonder vergoeding voor een VoIP-provider is bellen met VoIP direct van IP-adres naar IP-adres, zonder tussenkomst van een derde partij. Een gesprek dat op deze manier gevoerd wordt vergt dus geen. Het nadeel hiervan is dat IP-adressen niet in alle gevallen statisch zijn, waardoor bij een verandering van adres iemand ineens niet meer bereikbaar is. Ook moeten er enkele technische voorzieningen aanwezig zijn om dit te laten werken. De meeste apparatuur voor internettelefonie die gebruikmaakt van de SIP-standaard kent een voorziening voor IP-IP-bellen.

### Bedrijven en telco's
In het bedrijfsleven wordt internettelefonie al op grote schaal toegepast. Hierbij worden de bedrijfstelefooncentrales van verschillende (buitenlandse) vestigingen met elkaar via internet verbonden. Gesprekken tussen de vestigingen hoeven dan niet meer via het PSTN-netwerk te lopen. De medewerker merkt hier niets van.
Telefoonmaatschappijen in de wholesale-carriermarkt passen VoIP veel toe voor het routeren van internationale gesprekken. Alleen het begin en eind van de verbinding verloopt via het traditionele telefoonnet.
Voor kleinere bedrijven of maatschappen met medewerkers op verschillende locaties of vanuit huis werkend zijn Hosted VoIP-oplossingen waar de (bedrijfs)telefooncentrale als online service afgenomen wordt vaker een efficiënte oplossing. 

### Radioamateurs
Radiozendamateurs kennen VoIP in de vorm van het Echolink- en D-Starsysteem, waarin VoIP gecombineerd wordt met zendontvangers, zodat draadloos 'opgestapt' kan worden op het internet-VoIP-systeem.

## Regelgeving

### Geografische nummers
In Nederland wordt het recht op gebruik van telefoonnummers beheerd door de Autoriteit Consument & Markt (ACM). Dit college vindt dat een VoIP-dienst die aangeboden wordt met de bedoeling geografisch bepaalde bestemmingen te bereiken en vanaf geografisch bepaalde locaties te bellen in aanmerking kan komen voor geografische nummers.
De technische mogelijkheid van nomadisch gebruik door een individuele eindgebruiker, buiten de geografische locatie van de nummerreeks, is voor het college geen aanleiding om de dienstaanbieder het gebruik van geografische nummers te verbieden. 
Om te waarborgen dat de geografische nummers conform het nummerplan worden gebruikt, stelt de Onafhankelijke Post en Telecommunicatie Autoriteit (opta) voorwaarden aan VoIP-dienstaanbieders voor het gebruik van geografische nummers.
Deze voorwaarden volgen weliswaar uit het nummerplan, maar omdat VoIP-diensten een nieuwe dienstsoort vormen, wenst de Opta deze voorwaarden expliciet te maken:
- Het is niet toegestaan om nummers uit een bepaald netnummergebied in gebruik te geven voor afname van de VoIP-dienst in een ander netnummergebied of buiten Nederland.
- Nummerhouders moeten erop toezien dat eindgebruikers de nummers niet gebruiken buiten het betreffende netnummergebied. Dit kan bijvoorbeeld doordat de nummerhouder het gebruik van de nummers buiten het betreffende netnummergebied contractueel uitsluit.
- Nummerhouders moeten ervoor zorgen dat in het aanbod van VoIP-diensten geen uiting plaatsvindt richting (potentiële) klanten waarmee de indruk gewekt wordt dat het gebruik van de geografische nummers door de VoIP-dienst niet is gebonden aan netnummergebieden of landsgrenzen.

## Techniek
Voor VoIP zijn speciale telefoontoestellen of centrales nodig die in verbinding kunnen staan met het internet. Ook zijn er producenten die modems leveren die VoIP kunnen converteren naar ISDN-apparatuur middels een zogeheten S0-connector.
Het SIP-protocol is een veelgebruikt VoIP-protocol dat gebruikt wordt voor het opzetten van een verbinding. Kabeloperators gebruiken meestal een speciaal protocol, het packet cable protocol, dat geïntegreerd is in de kabelmodem dat ook voor kabelinternet gebruikt wordt. Dit protocol zorgt ervoor dat spraak voorrang krijgt boven data.
De volgende obstakels zijn overwonnen om VoIP goed over te brengen:
- Doordat het netwerk geen zekerheid biedt dat de pakketjes in juiste volgorde en al dan niet afgeleverd worden ondervindt VoIP problemen met vertragingen en dender. Vooral als het gerouteerd wordt via een satelliet kan dit oplopen tot 600 milliseconden. De ontvanger moet de pakketjes die te laat, niet in volgorde of helemaal niet aankomen dan reconstrueren, om te zorgen dat het geluid mooi vloeiend blijft. Dit wordt vaak gedaan door een denderbuffer in te bouwen in het toestel (home gateway, ATA of IP-telefoon) of in de netwerkapparatuur. Recente versies van Asterisk hebben opties voor het activeren van dejitterbuffers.
- Het volgende obstakel in het succesvol verzenden van pakketjes zijn de firewalls en adressen. Ook hier zijn oplossingen voor gevonden. Enerzijds kunnen er sessiecontrollers toegepast worden die naast de firewall draaien en VoIP-gesprekken in sterk beveiligde netwerken mogelijk maken. Anderzijds is door Skype het fabriekseigen protocol ontworpen om de gesprekken door te routen via Skype-peers op het netwerk en zo de firewalls te omzeilen. Andere methoden zijn het gebruiken van andere protocollen, zoals STUN of ICE.
- Quality of service (QoS) is een techniek om voicedatapakketten op het netwerk voorrang te geven op minder prioritaire datapakketten.